# NGC 2987
NGC 2987 је спирална галаксија у сазвежђу Секстант која се налази на NGC листи објеката дубоког неба.
Деклинација објекта је + 4° 56' 29" а ректасцензија 9h 45m 41,4s. Привидна величина (магнитуда) објекта NGC 2987 износи 13,1 а фотографска магнитуда 13,9. NGC 2987 је још познат и под ознакама UGC 5220, MCG 1-25-17, CGCG 35-47, IRAS 09430+0510, PGC 27981.